# 馬自達CX-5
馬自達CX-5（日语：マツダ・CX-5）為日本馬自達汽車公司於2012年推出的五人座緊湊型跨界休旅車，雖然同一時間該公司的Tribute仍在北美洲市場販售，但CX-5為前者之後繼車款。

## 概要

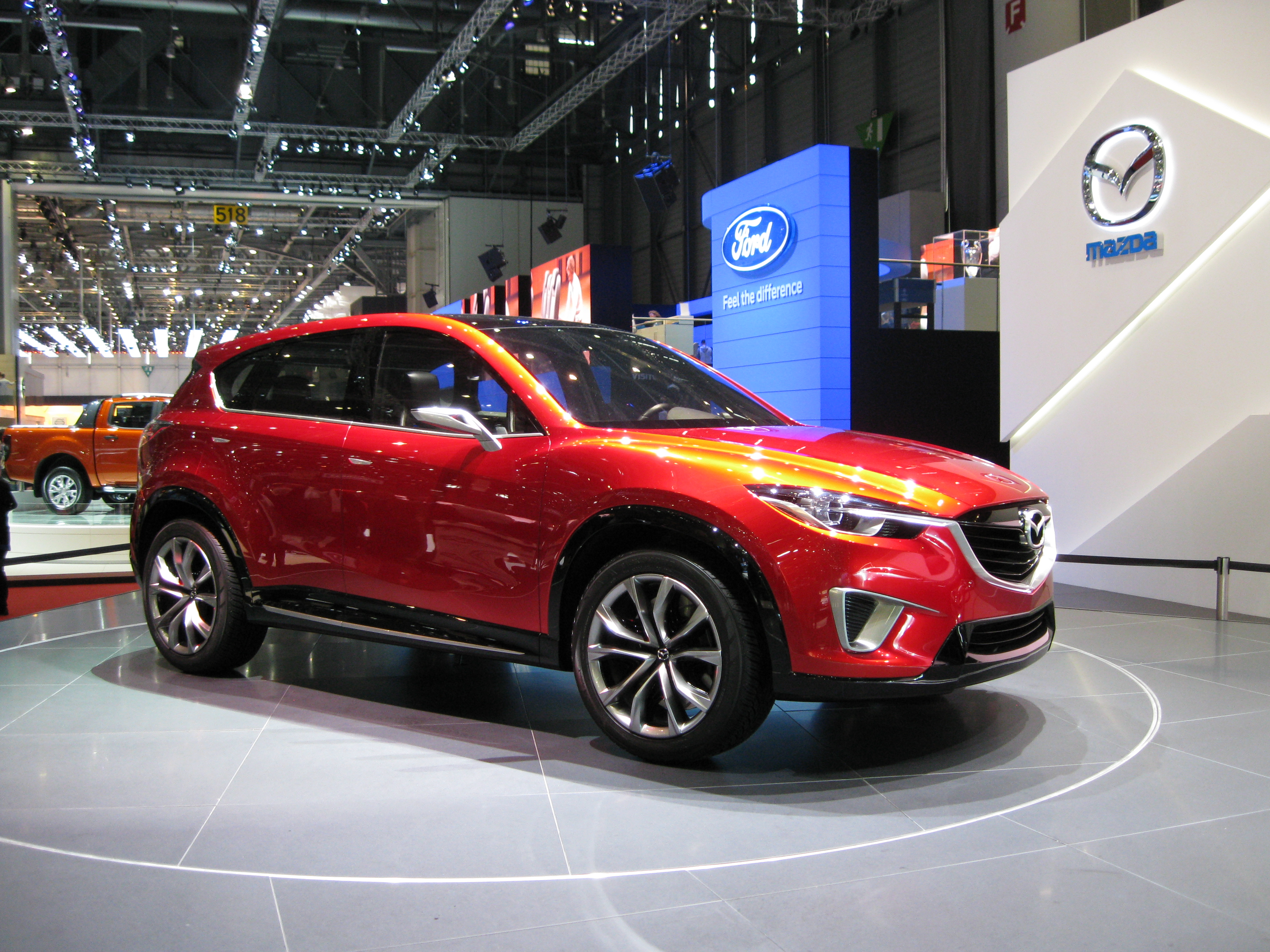
馬自達CX-5

馬自達公司在2011年舉辦的第81屆日內瓦車展上公開名為勢的概念車，同年4月18日該公司決定量產化並命名為CX-5，且於同年的法蘭克福車展中展示量產化的實車。
關於車名的由來，「CX」取自crossover，「5」則為近年來馬自達公司命名車種的方式，原則上數字越大表示越高階或車身越大的車款。從引擎、底盤、傳動系統、乃至於車身結構，該款車是第一輛採用該公司近年來力推的創馳藍天技術的車種。

## 歷史

### 第一代KE系（2012年-2017年）
2012年2月16日馬自達在日本正式發表CX-5，全車採用名為「SKYACTIV-CHASSIS」的車架，以輕量化、靈活操控為考量，懸吊系統為前麥花臣、後多連桿的配置。名為「SKYACTIV-BODY」的車身使用高達1,800MPa的高剛性鋼板，裝置在前後保險桿內側，除了重量減輕外，亦能承受更大的撞擊力道。車身的風阻係數為0.33Cd值，提供高速穩定性並提高燃油效率。
在動力方面，共有2.2L直列四缸DOHC高壓共軌缸內直噴渦輪SH-VPTS型柴油引擎及2.0L直列四缸DOHC PE-VPS型汽油引擎二種。前者之最大馬力175ps / 4,500rpm，扭力峰值42.8kg·m / 2,000rpm；後者之最大馬力155ps（FF車型）或154ps（4WD車型）/ 6,000rpm，最大扭力20.0kg·m（FF車型）或19.9kg·m（4WD車型）/ 4,000rpm。全車型搭載六速自排變速箱，若以日本JC08模式做測試，2.2L柴油引擎、FWD的配置可達每公升18.6公里的平均油耗；2.2L柴油引擎、4WD的配置則可達每公升18.0公里的平均油耗；2.0L汽油引擎、FWD的配置可達每公升16.0公里的平均油耗；2.0L汽油引擎、4WD的配置則可達每公升15.6公里的平均油耗。此外，全車型也可選購i-Stop怠速熄火系統，能於0.4秒內重新啟動引擎。
在主動式安全方面，雙前座安全氣囊、前後座簾式頭部氣囊、TCS循跡控制系統（Traction Control System）等乃全車型之標準配備，另可選購SCBC主動式煞車系統（Smart City Brake Support之縮寫），避免碰撞前車且降低碰撞的力道；還有RVM後視影像系統（Rear Vehicle Monitoring之縮寫），此裝置在低速時啟動，方便駕駛者觀察車輛後方情況。
同年10月11日馬自達臺灣分公司正式將該款車引進該地，具有後擾流尾翼、主動轉向式HID頭燈、晝行燈、電動天窗、17吋鋁圈、雙區恆溫空調、駕駛座8向電調椅、雙前座電熱椅、整合式8吋螢幕影音主機配備。動力方面為2.0L直列四缸DOHC PE-VPS型引擎，搭配六速手自排變速箱及全時四驅系統。在主被動安全配備方面，則含有6具安全氣囊、ABS防鎖死煞車系統、EBD電子制動力分配系統、TCS循跡控制系統、DSC車輛動態穩定控制系統、TPMS胎壓偵測系統及RVM車後盲點偵測系統等。不過該款車要價新台幣129.9萬元，翌年9月卻一口氣降至116.8萬元，大幅度的價差引發許多車主不平之聲。
歐盟新車安全評鑑協會針對2012年式第一代CX-5做測試，駕駛者或副手席乘客的頭部、頸部、身體、大腿等部位皆獲得「良好」的測試結果，其中駕駛者的左、右小腿僅獲得「足夠」和「尚可」的結果，不過整體評價為五顆星。
2013年 - 4月21日CX-5於中國上海國際車展展出，緊接著8月18日由馬自達汽車和長安汽車合資成立的長安馬自達宣布該款車國產化，具有2.0L直列四缸DOHC PE-VPS型和2.5L直列四缸DOHC PY-VPR型兩種動力來源。其中入門級車型搭配六速手動排檔變速系統，其餘中高階車型則配備六速手自排變速系統。全車系將整合音響及巡航定速控制鍵的方向盤、7吋觸控螢幕（具影音播放、倒車顯影、GPS衛星導航等功能）、六具安全氣囊、ABS及EBD整合煞車系統、TCS循跡防滑系統、ESP動態車身穩定控制系統、上坡輔助裝置等列為標準配備，中高階車型更加裝免鑰匙感應門鎖系統（keyless entry system）、真皮座椅、駕駛座10向電動調整裝置、前排座椅加熱裝置等。
同年9月3日臺灣馬自達引進2.2L直列四缸SH-VPTS型柴油引擎之車型，同時增加汽油引擎前驅之車型，i-Stop怠速熄火系統亦列入全車系標準配備。柴油引擎車型較汽油四驅版多出LDWS車道偏離警示系統、遠近光燈自動調節、深色玻璃、19吋鋁圈等配備；汽油二驅版則比四驅版減少全時四驅系統、電動天窗、免持鑰匙、RVM車後盲點偵測系統等。同年9月19日，日本市場推出限量999部的「CX-5 2013 Anniversary」特仕車，提供專屬的紅、藍、黑三種塗裝顏色、19吋鋁合金輪圈、米白色皮椅、雙前座電動椅等配備，排檔桿前方亦有編號銘牌。
2014年 - 11月20日日本市場發表小改款，變更水箱護罩、ALH主動轉向式頭燈（Adaptive Led Headlight之縮寫）、兩側霧燈蓋等之造型，配置LED尾燈、EPB電子手煞車，並提供19吋輪圈的新選擇。
2015年 - 3月11日臺灣市場亦隨之小改款，除售價略降之外，車型調整成入門Sky-G 2WD（2.0L汽油引擎）、中階Sky-D 2WD（2.2L柴油引擎）和頂級Sky-D AWD。後二者之標準配備含LED主動轉向式頭燈、LED霧燈和尾燈、LED晝行燈，最高階的Sky-D AWD車型搭配新式19吋雙色切削鋁合金輪圈。內裝方面一律升級MZD Connect人機智慧資訊多媒體整合系統，高端Sky-D AWD並配備9支Bose Centerpoint環繞音響；其餘內裝的變更則有電子手煞車、車內飾板更新、中控台側面用料更換等。同年5月25日，原廠宣布CX-5在全球生產數量超過100萬輛。
2016年 - 隨著第二代大改款的發表，日本市場宣布12月15日停產第一代車型。

#### 獲獎紀錄
- 2012年11月29日獲得第32屆日本年度風雲車。

#### 安全性召回
2015年臺灣市場發生約50餘輛CX-5之前擋玻璃在行駛中由於不明原因導致前擋玻璃破裂，臺灣馬自達於5月15日宣佈召回免費更換。
2019年7月12日臺灣馬自達針對2.2L直列四缸SH-VPTS型柴油引擎之車型實施召回檢修，包括針對引擎冷卻水自副水箱溢出、排氣壓力感知器、機油泵浦鏈條等3項缺失進行改正檢修，總共有11,459輛CX-5、馬自達6等車款受到影響，自同月29日起正式展開召回維修。

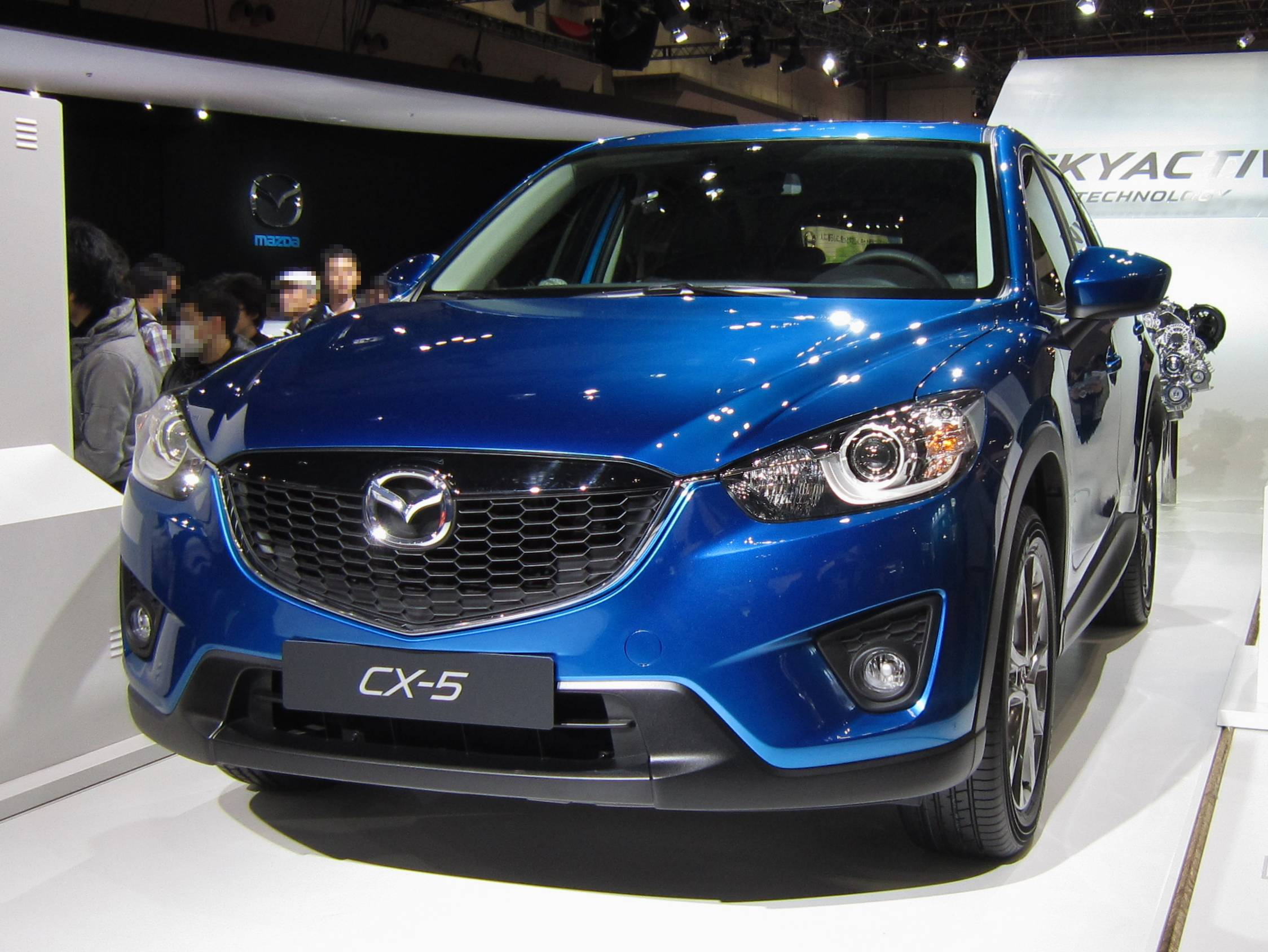
2011年東京車展
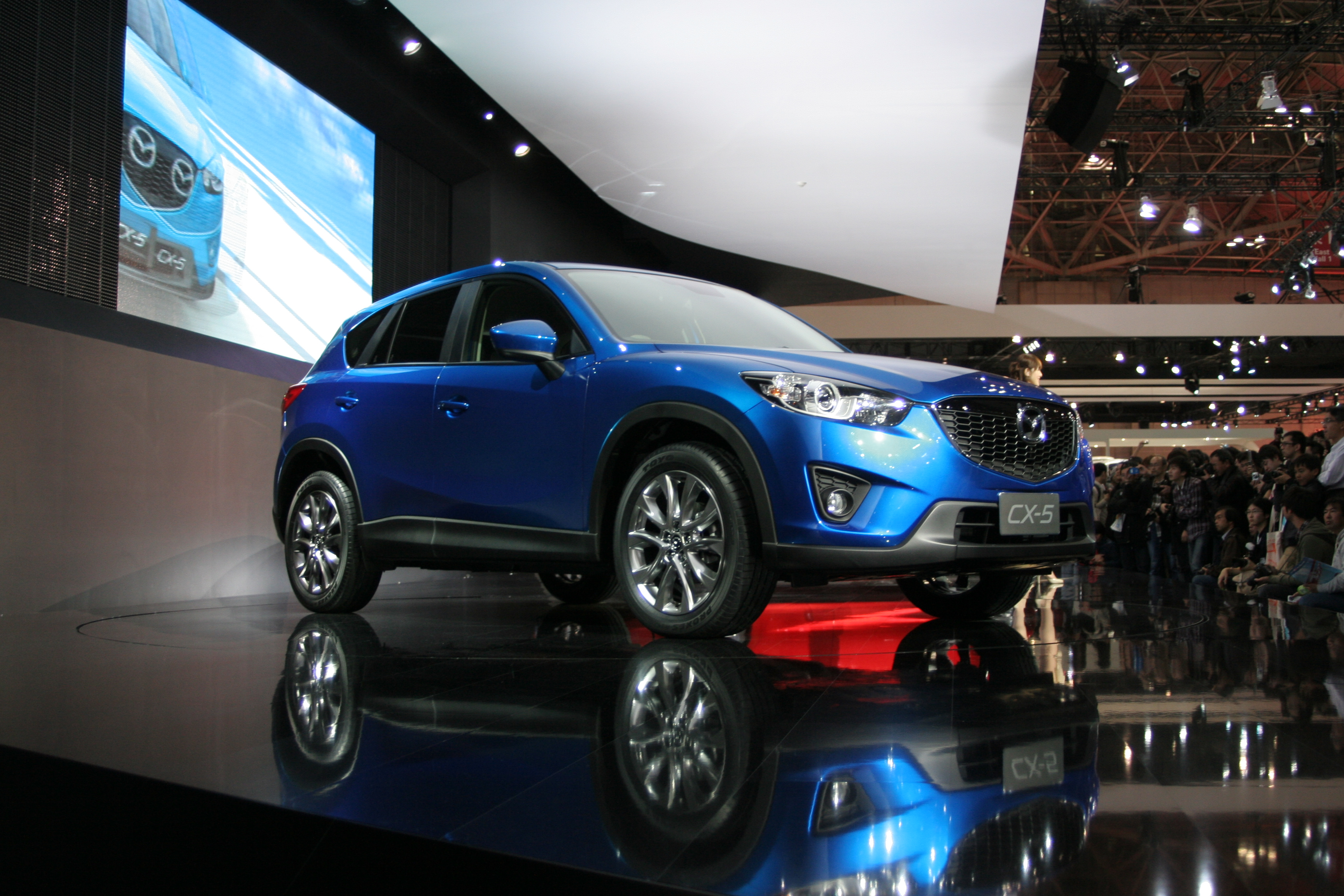
2011年東京車展
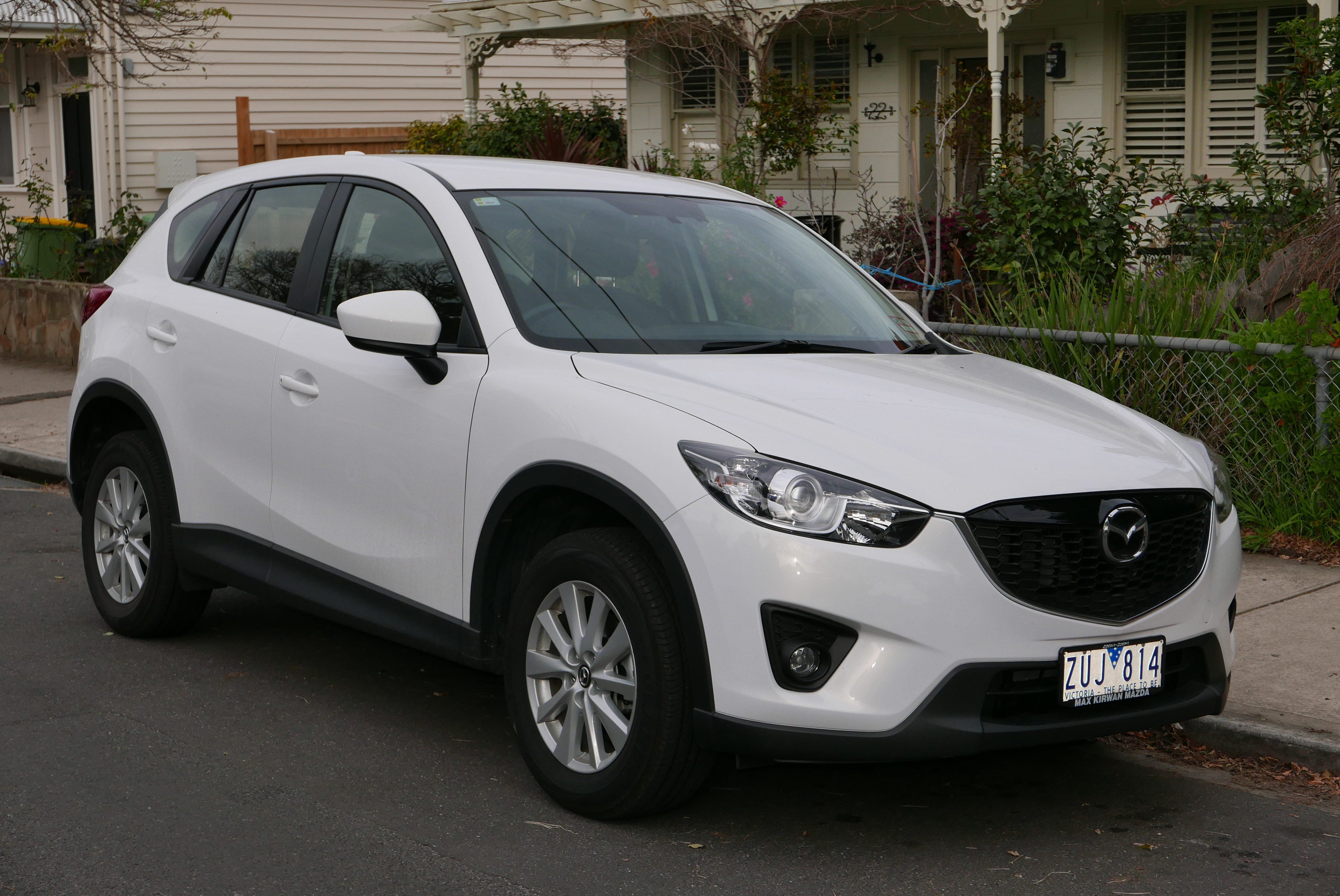
2013年蒙特婁車展
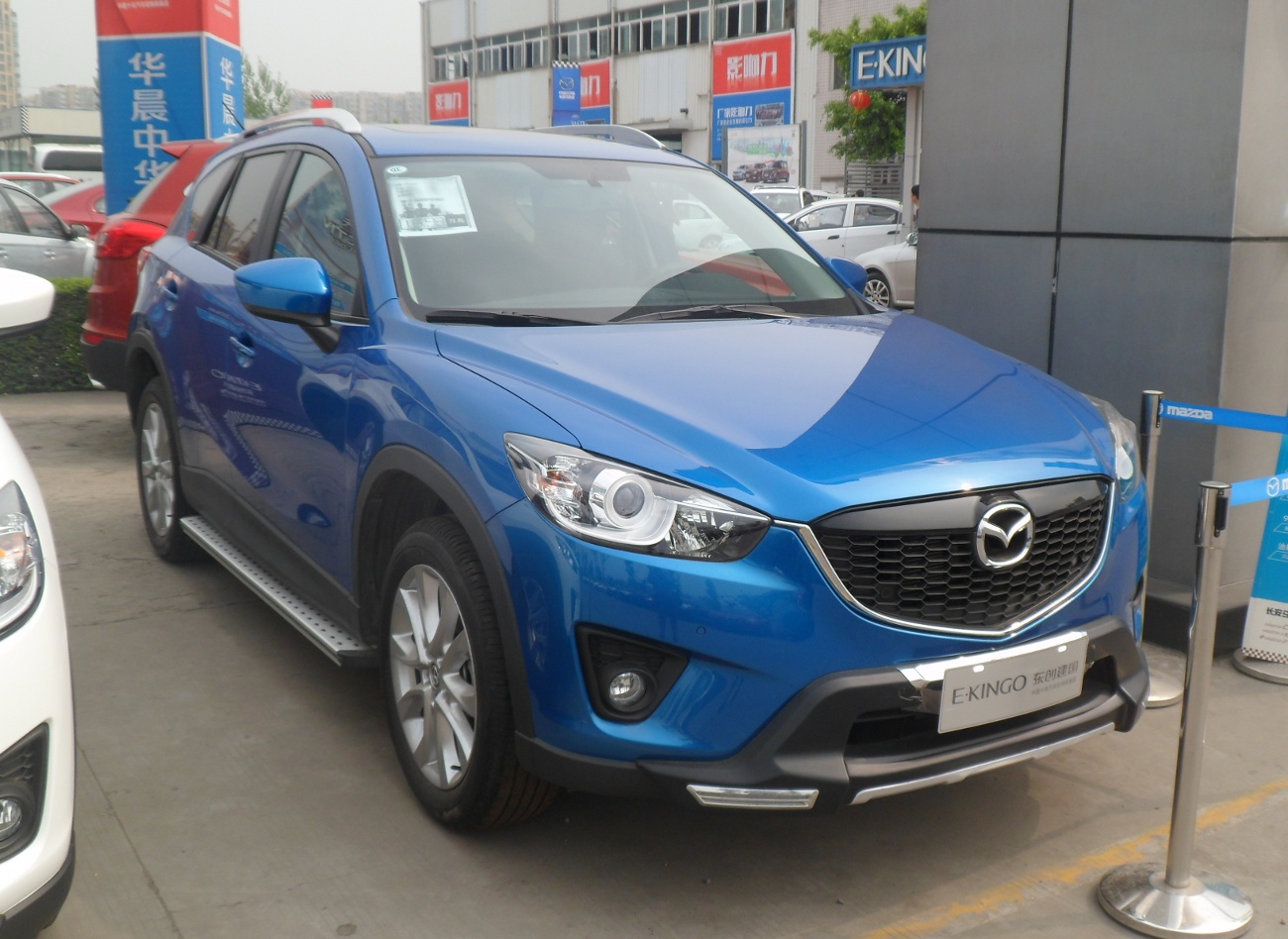
攝於四川省成都市
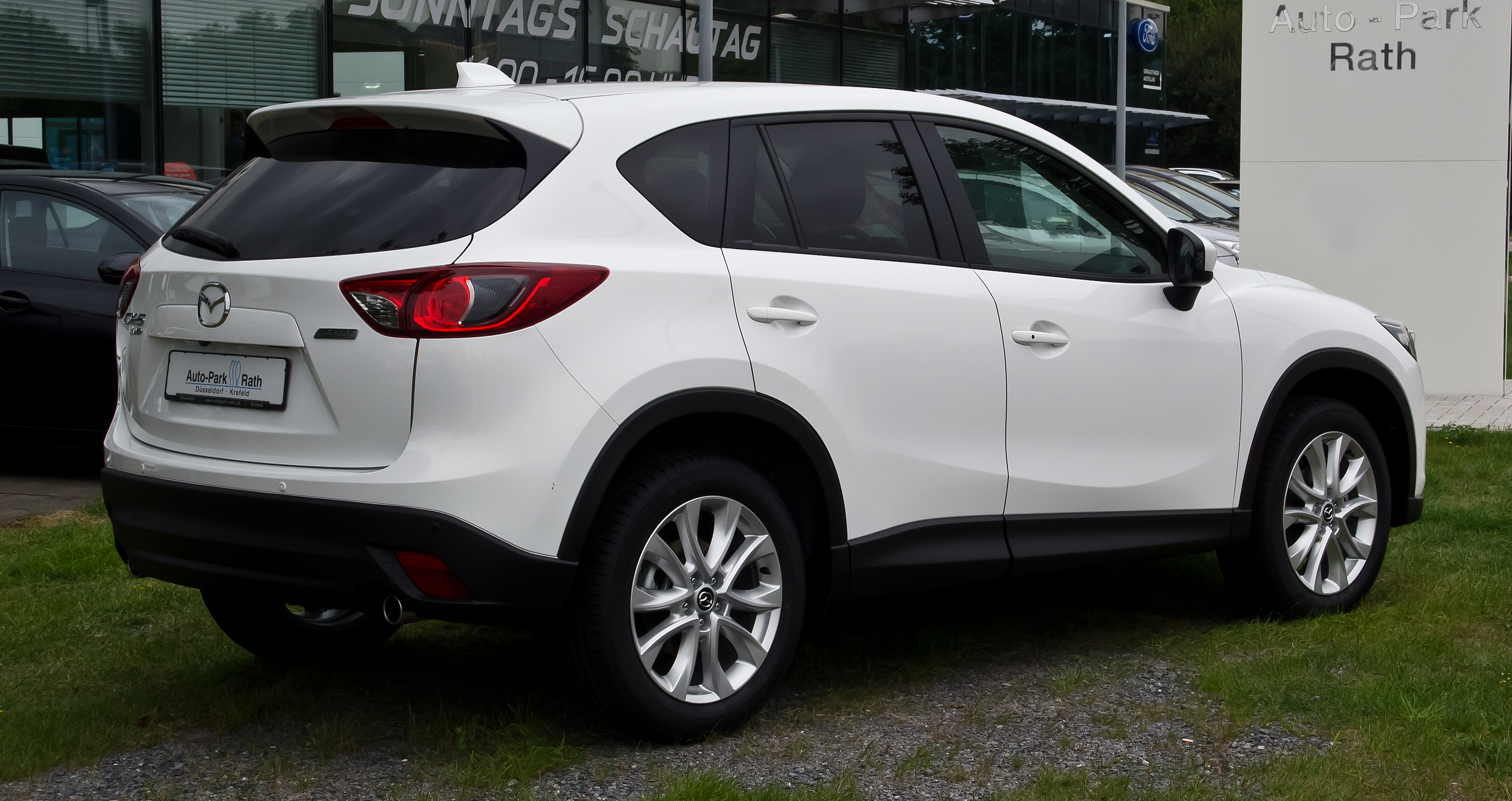
車尾
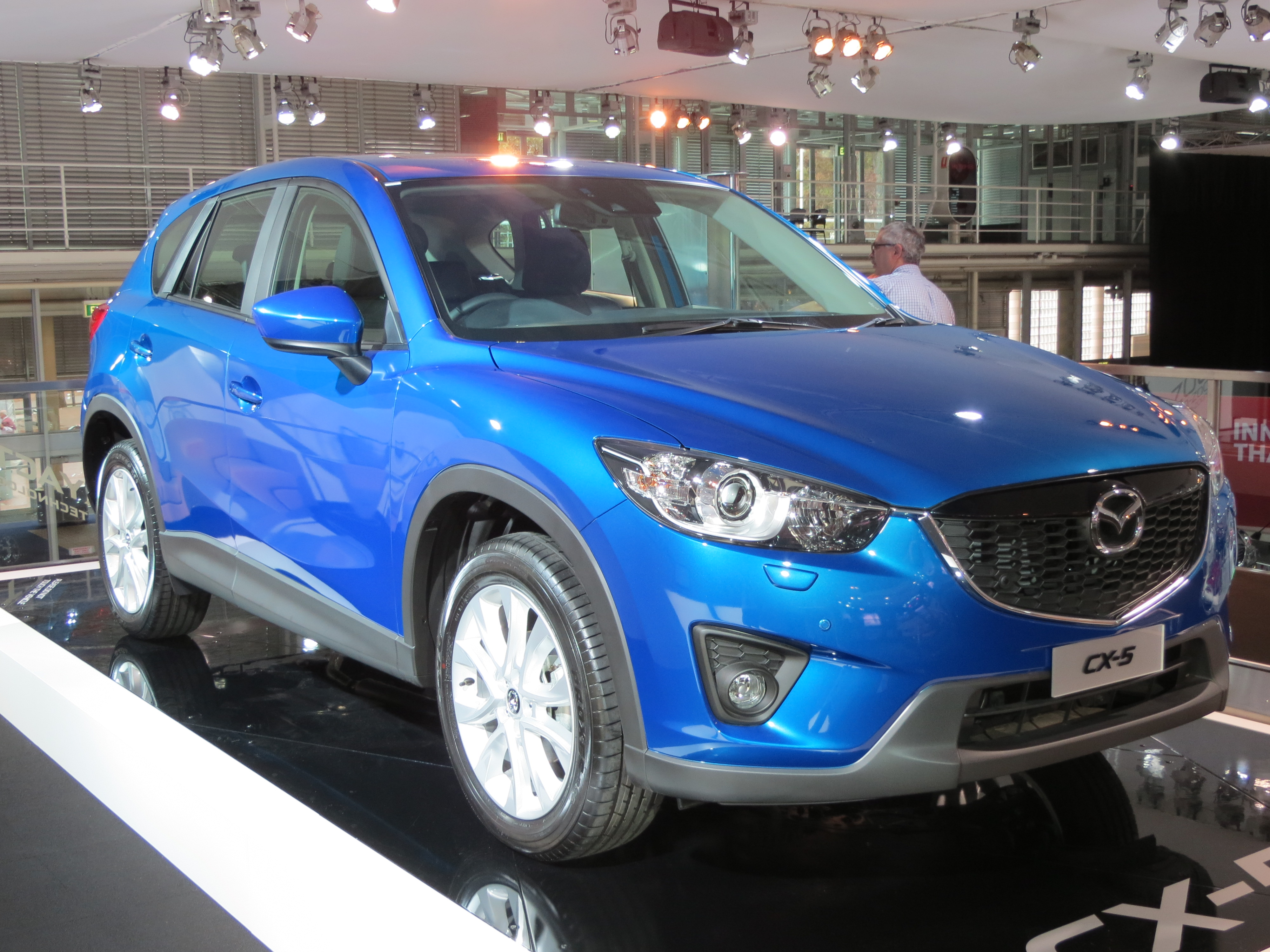
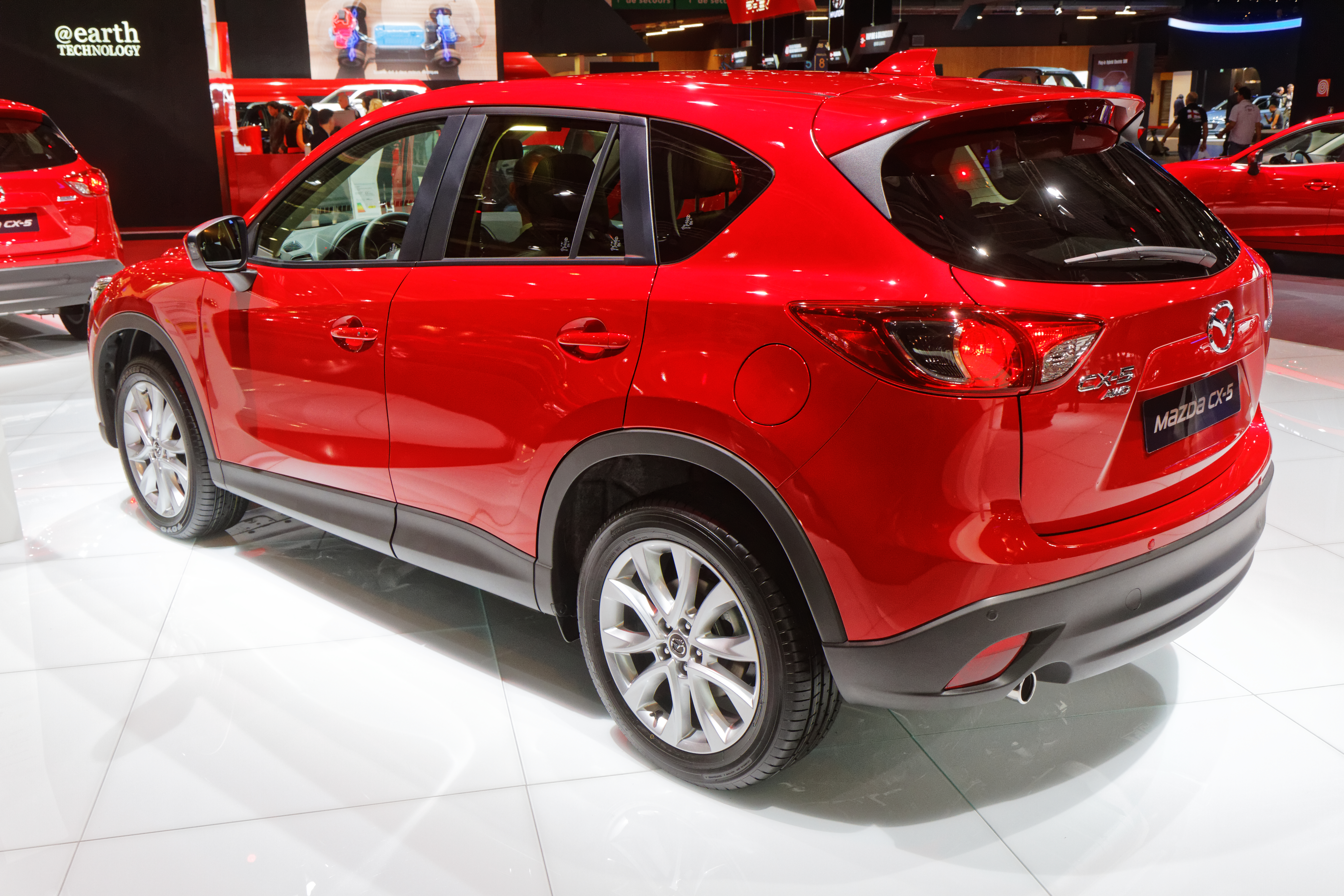
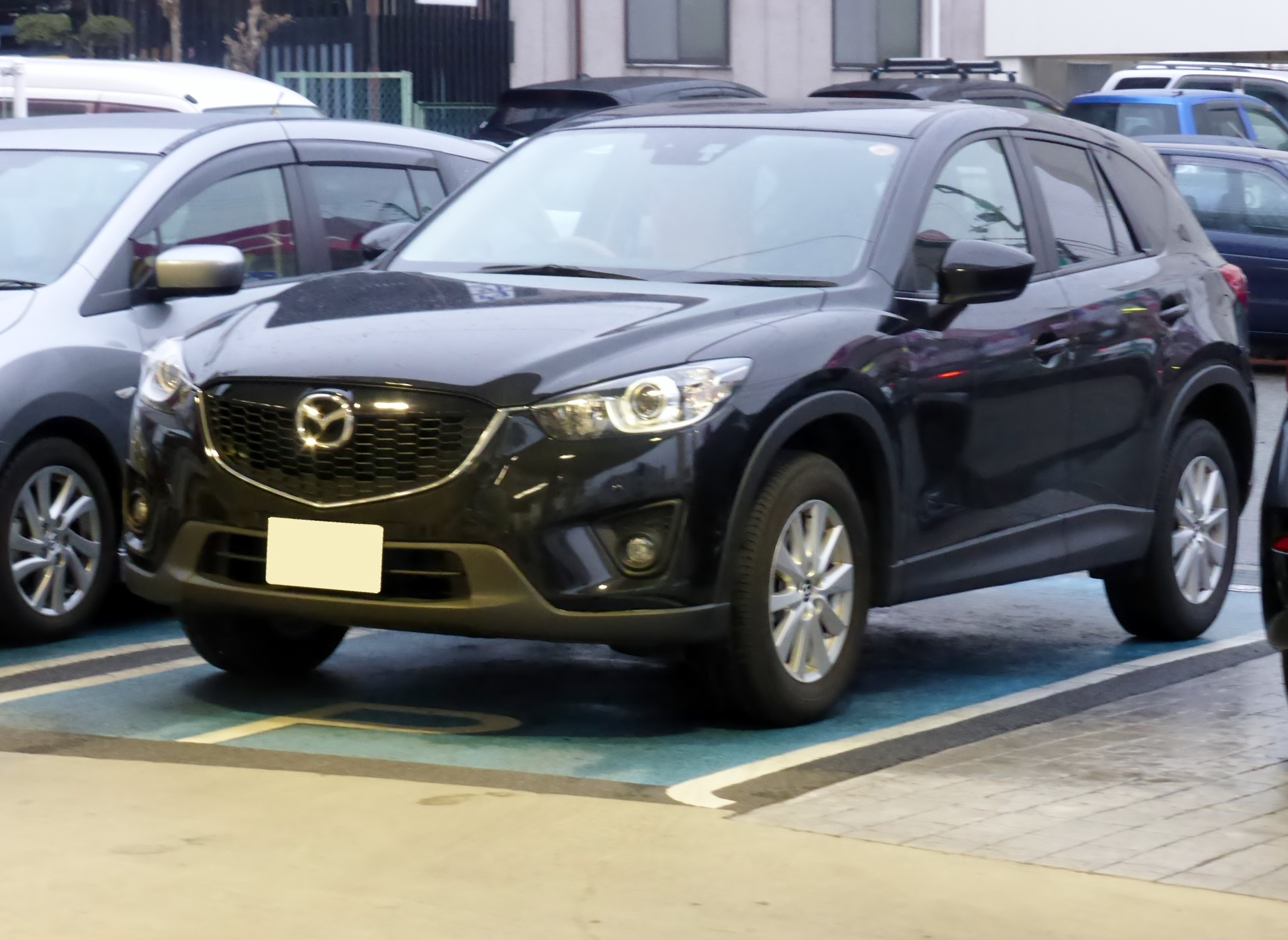
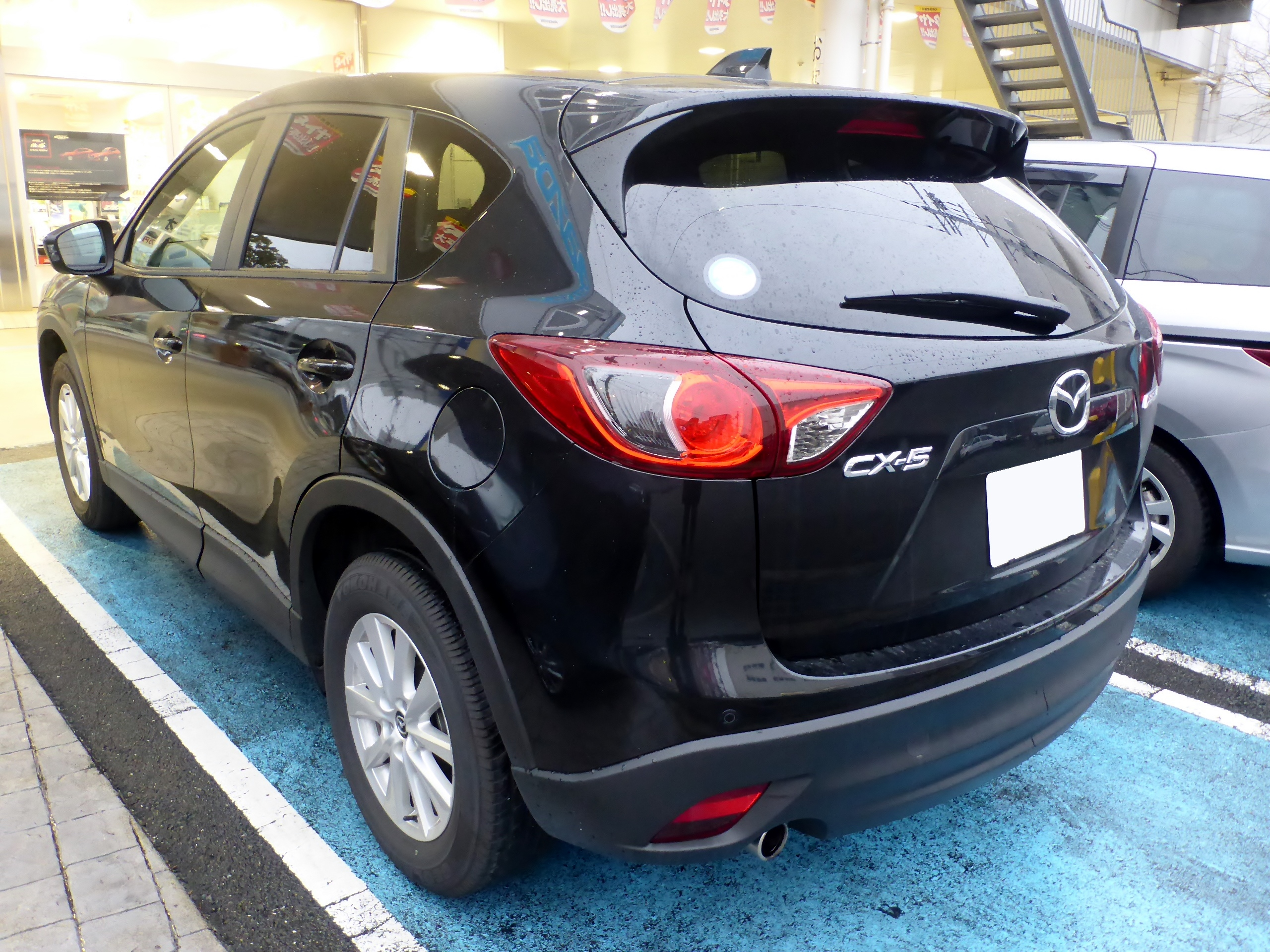
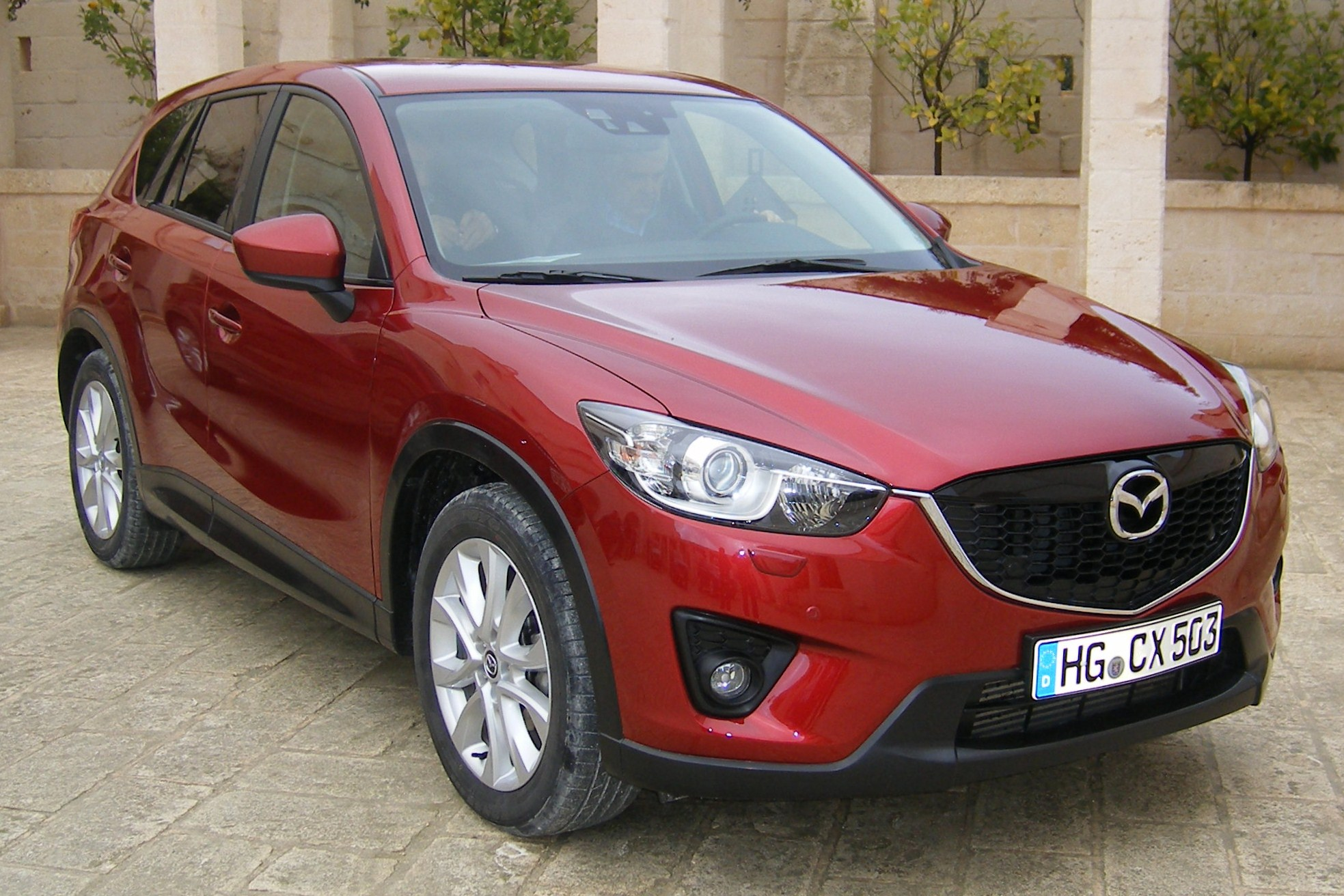
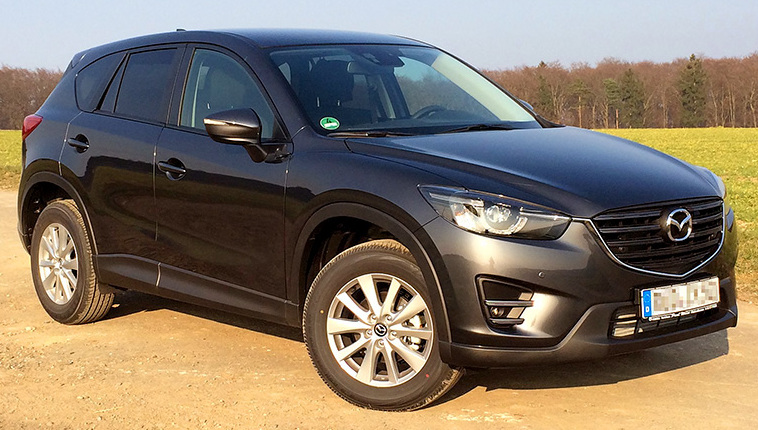
歐規小改款車頭

### 第二代KF系（2017年迄今）
2016年 - 11月16日開幕的美國洛杉磯國際車展上，原廠首度公開第二代大改款的樣貌。除了導入G力導引控制技術（G-Vectoring Control，G-ベクタリング コントロール，簡稱GVC）、MRCC雷達定速巡航（Mazda Radar Cruise Control）外，車體剛性亦提升15%。外觀方面，水箱護罩的造型改變，頭燈造型也更為扁平，原先位於保險桿兩側的霧燈移至保險桿下緣。尾燈的體積縮小，下護板的面積減少，並延續前代的雙出尾管設定。在車色方面新增「魂動紅」的進階版本「魂晶紅」，提高了20%的色彩飽和度及50%的光澤透明度。同年12月15日，日本市場正式開放預售。
2017年 - 2月2日日本正式上市，計有2.0L直列四缸DOHC PE-VPS型、2.5L直列四缸DOHC PY-VPS型，以及2.2L直列四缸SH-VPTR型渦輪增壓柴油引擎等三種動力編成，全車系搭配代號為6EC-AT的六速手自排變速箱。同年4月10日臺灣馬自達正式引進第二代CX-5，動力分成2.0L汽油版與2.2L柴油版。前者為最大馬力165ps / 6,000rpm、扭力峰值21.4kgf·m / 4,000rpm的2.0L直列四缸DOHC PE-VPR型引擎，後者則是最大馬力175ps / 4,500rpm、最大扭力42.8kg·m / 2,000rpm的2.2L直列四缸SH-VPTR型渦輪增壓柴油引擎。

#### 安全性召回
2017年4月14日臺灣馬自達宣布，分別於2012年至2016年進口的CX-5和馬自達6車輛中，有7,408輛SKYACTIV-D 2.2L柴油車型因引擎監理程式瑕疵、8,782輛SKYACTIV-D 2.2L柴油車型因燃油回收管路瑕疵、53輛SKYACTIV-D 2.2L柴油車型因燃油噴嘴瑕疵，而必須回廠檢修或更換新零件。同年5月26日則召回2012年6月至2015年12月生產之CX-5部份進口車型，更換尾門挺桿以修正鏽蝕問題。2018年10月31日臺灣馬自達宣布召回11,459輛CX-5及馬自達6之SKYACTIV-D 2.2L柴油車型，檢修動力模組控制程式。故障原因為車輛持續在低轉速及高負荷下行駛（例如：車輛在上坡路段、以高檔位持續行駛），則高壓燃燒氣體可能會經由汽缸床墊片洩漏至引擎冷卻水的水道，導致引擎冷卻水從副水箱溢出。

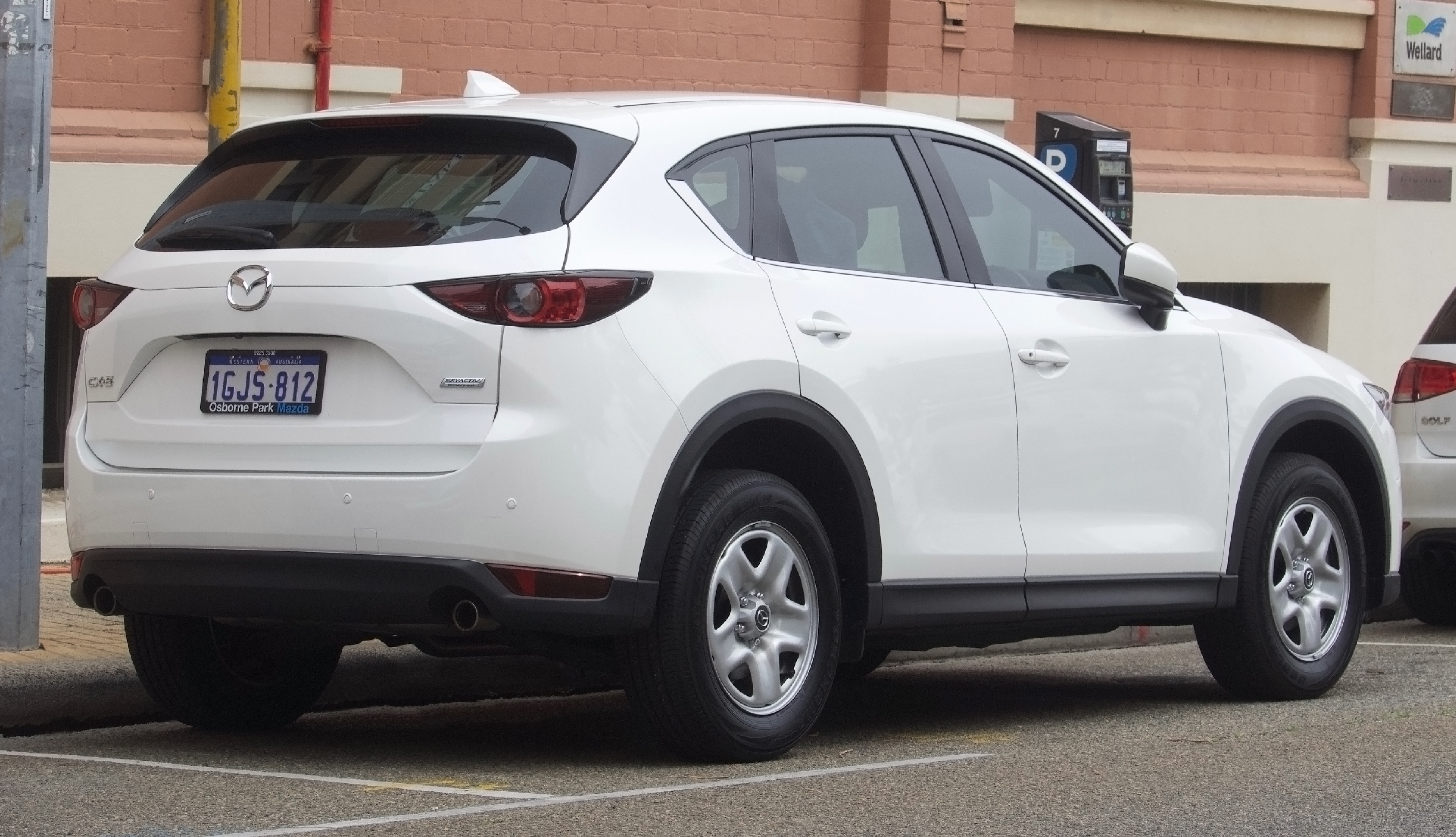
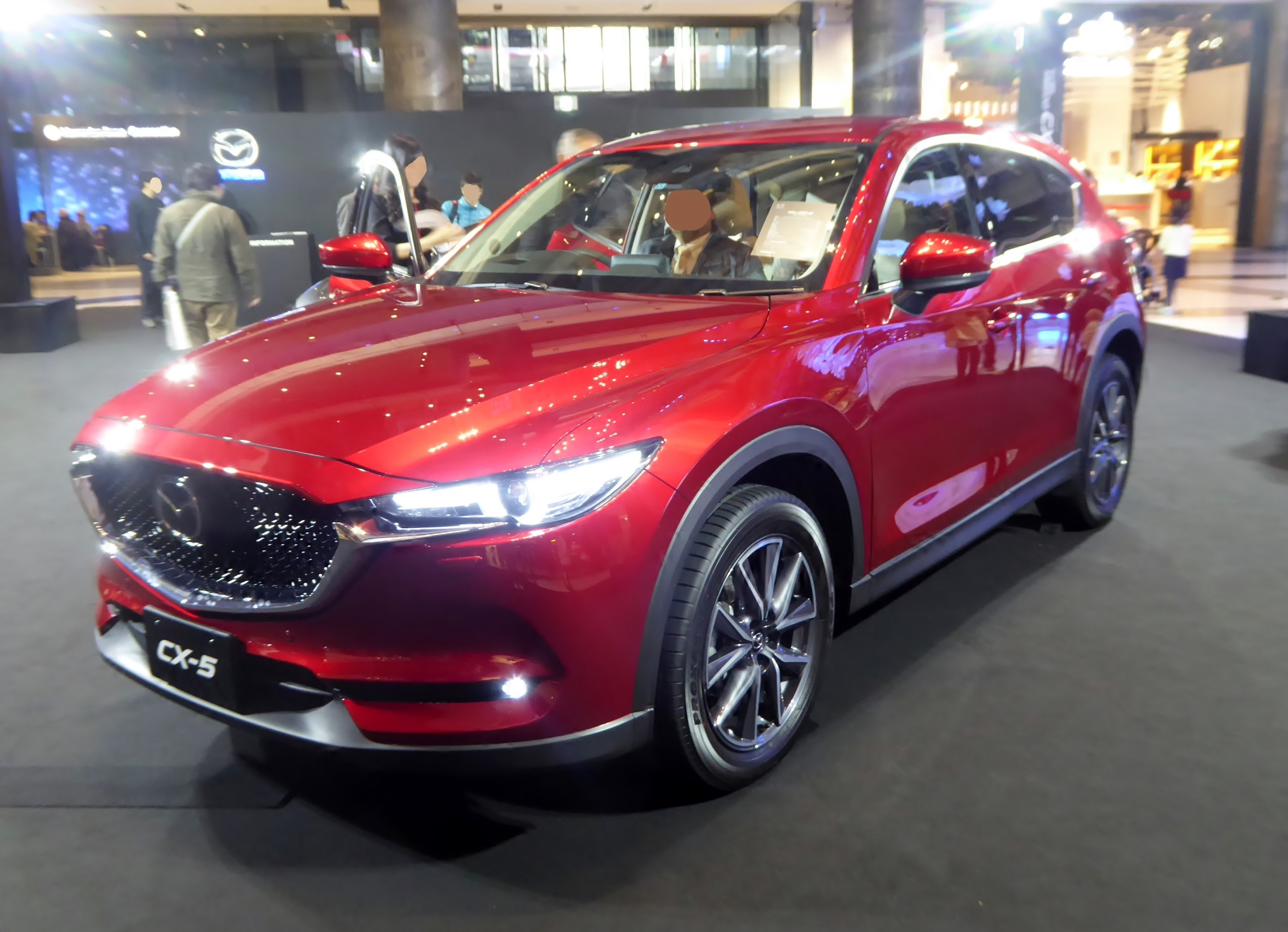
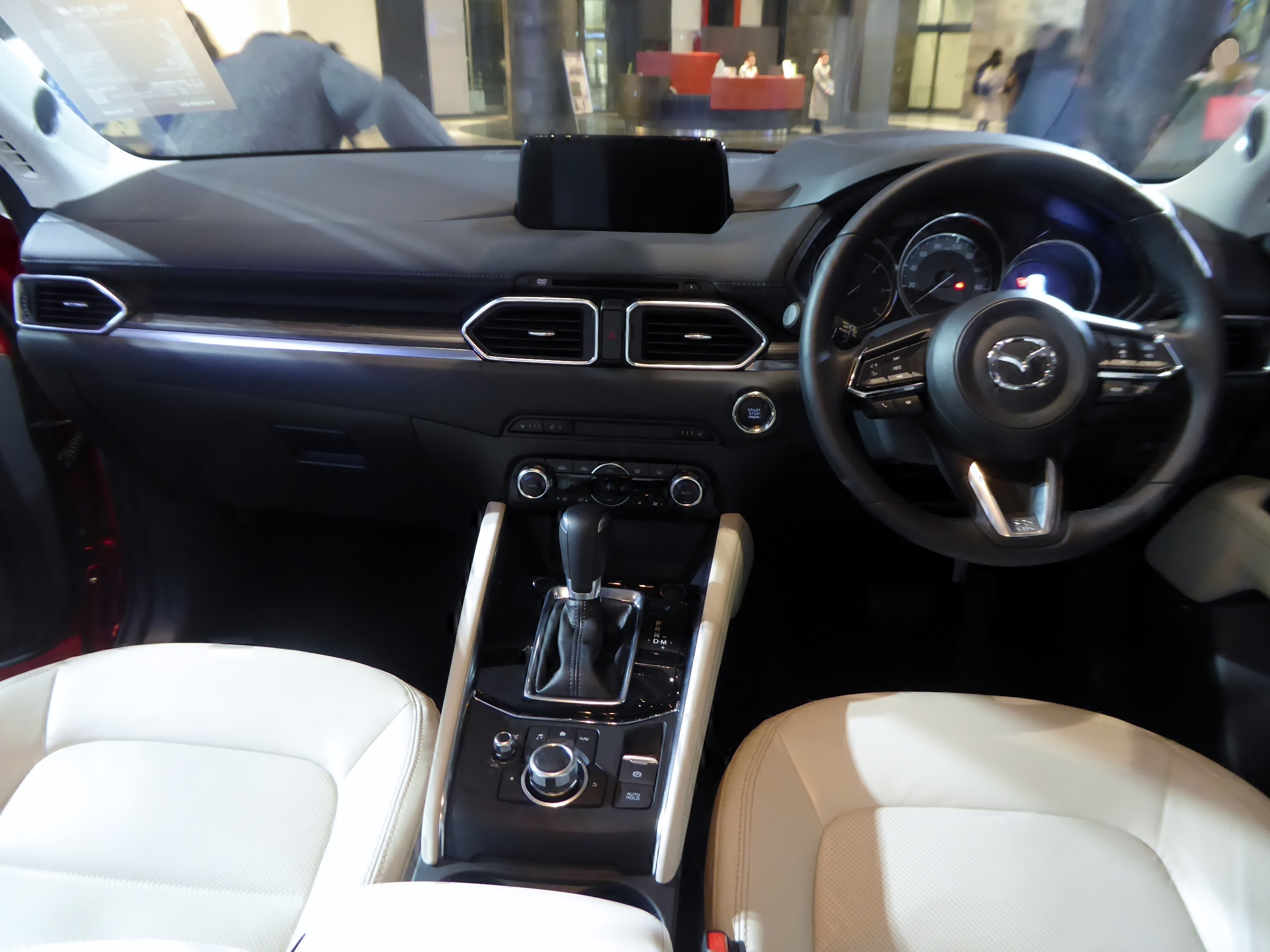

## 外部連結
- 臺灣官方網站 （页面存档备份，存于）
- 中國官方網站 （页面存档备份，存于）
- （日語）日本官方網站 （页面存档备份，存于）